# Corvo (Açores)
Pour les articles homonymes, voir Corvo.
Corvo (prononcé en portugais : [ˈkoɾ.vu]) est une municipalité du Portugal dont le territoire coïncide en totalité avec l'île de Corvo, la plus petite des neuf îles habitées de la  région autonome des Açores. Elle est la moins peuplée des municipalités portugaises et l'habitat est concentré sur la côte sud-est, dans la seule localité de l'île, Vila do Corvo (39° 40′ 22″ N, 31° 06′ 45″ O), qui comptait 430 habitants en 2011.
Les principales activités sont la pêche, l'agriculture et l'élevage. La municipalité possède un aéroport (à l'extrémité sud de l'île), une caserne de pompiers, une école ainsi que plusieurs hôtels accueillant les touristes. La municipalité la plus proche est Santa Cruz das Flores sur l'île voisine de Flores.

## Paroisses
Corvo est l'unique municipalité portugaise qui ne possède aucune paroisse (freguesia).

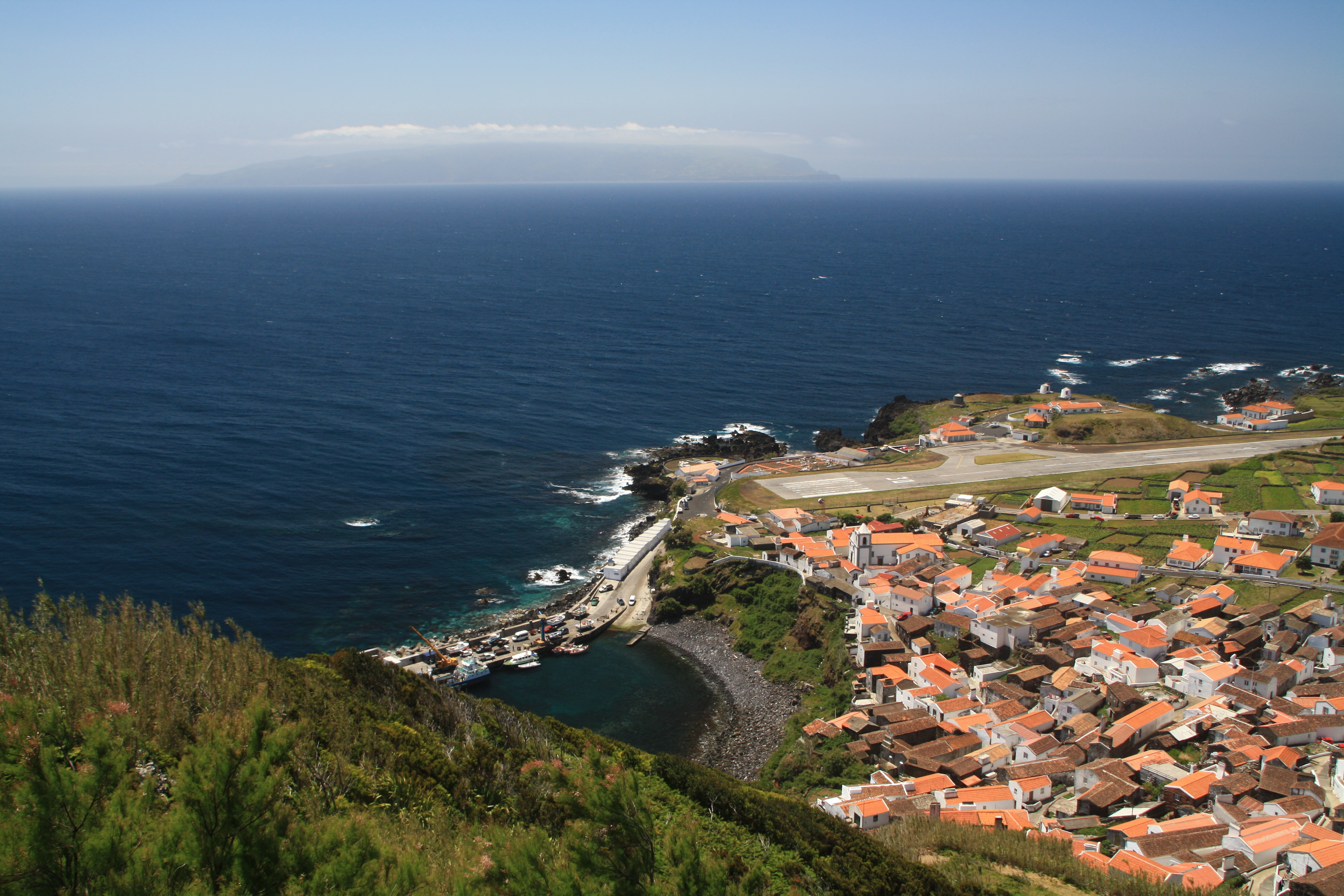
Vila do Corvo, le seul village de la municipalité. Au large, l'île de Flores.